# Cristina Trivulzio Belgiojoso
Cristina Trivulzio Belgiojoso, connue en France sous le nom de « princesse Christine de Belgiojoso » (née le 28 juin 1808 à Milan, alors capitale du royaume d'Italie napoléonien et morte dans la même ville le 5 juillet 1871) est une patriote italienne du XIXe siècle, femme de lettres, journaliste, qui participa activement au Risorgimento, le mouvement qui mena à l'unité italienne.

## Biographie
Son nom complet est Maria Cristina Beatrice Teresa Barbara Leopolda Clotilde Melchiora Camilla Giulia Margherita Laura Trivulzio. Fille de Gerolamo Trivulzio et de Vittoria Gherardini elle devient orpheline de père très jeune. Sa mère se remarie peu de temps après avec Alessandro Visconti d'Aragona dont elle a un fils et trois autres filles.
Il existe peu d'informations sur Cristina enfant. Les seules disponibles sont extraites d'une lettre dans laquelle elle se décrit à son amie Ernesta Bisi afin de contredire un phrénologue qui la décrivait comme vive et extravertie[réf. nécessaire]. Cristina écrit : « J'étais une petite fille mélancolique, sérieuse, introvertie, calme, si timide qu'il m'arrivait d'éclater en sanglots dans le salon de ma mère parce que je croyais qu'ils étaient en train de me regarder et qu'ils voulaient me faire parler. ».
Ernesta Bisi est son professeur de dessin. Malgré la différence d'âge, Ernesta devient sa meilleure amie et sa plus grande confidente. Plus tard, elle fait connaître à Cristina Trivulzio les mouvements du carbonarisme et du Risorgimento.
Cristina se marie, le 24 septembre 1824 à l'église de San Fedele à Milan, avec le prince Emilio Barbiano di Belgiojoso (it). Beaucoup essaient de la dissuader, connaissant les habitudes libertines du jeune prince. Cristina est l'une des plus riches héritières d'Italie : elle apporte une dot de 400 000 lires autrichiennes. Elle a seulement 16 ans quand elle prend le titre de princesse. En raison des infidélités du prince, Christine de Belgiojoso se sépare de lui quelques années plus tard. Les époux n'ont jamais officiellement divorcé, le divorce n'existant pas.

### Activité patriotique

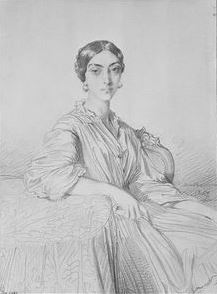
Portrait de la princesse Christine de Belgiojoso par Théodore Chassériau (Petit Palais, musée des Beaux-arts de la Ville de Paris).

Ernesta Bisi, son professeur de dessin, introduit Cristina dans le monde de la « conspiration » par le biais de ses amies.
À la fin des années vingt, la princesse, après l'arrestation de son beau-père, se rapproche des personnes les plus impliquées dans le mouvement pour la libération. Les Autrichiens, qui dominent la Lombardie depuis 1815, et particulièrement le chef de la police Torresani, commencent leur travail d'espionnage qui dure jusqu'à l'unification de l'Italie. Heureusement, sa réputation et sa position sociale la sauvent des arrestations. Les Autrichiens ne souhaitent pas entacher leur image auprès de l'élite milanaise et ils préfèrent fermer les yeux sur ses fréquentations. Le grand-père de la princesse, le marquis Maurizio de Gherardini, a été grand chambellan de l'empereur d'Autriche, puis, jusqu'à sa mort à Turin, ministre plénipotentiaire de l'Autriche auprès du royaume de Sardaigne. Une arrestation de la petite-fille aurait provoqué un scandale.
Néanmoins, avec prudence, le gouvernement de Vienne lui met des bâtons dans les roues ; Cristina, se sentant constamment menacée, s'enfuit dans le midi de la France. Certains biographes évoquent les aspects rocambolesques de sa fuite. Il est cependant certain qu'elle se retrouve seule et sans argent en Provence. Tous ses biens sont bloqués par la police autrichienne et pendant une longue période, elle ne peut obtenir d'argent. Toutes les dernières liquidités sont employées à payer les dettes de son mari en échange de sa liberté. 

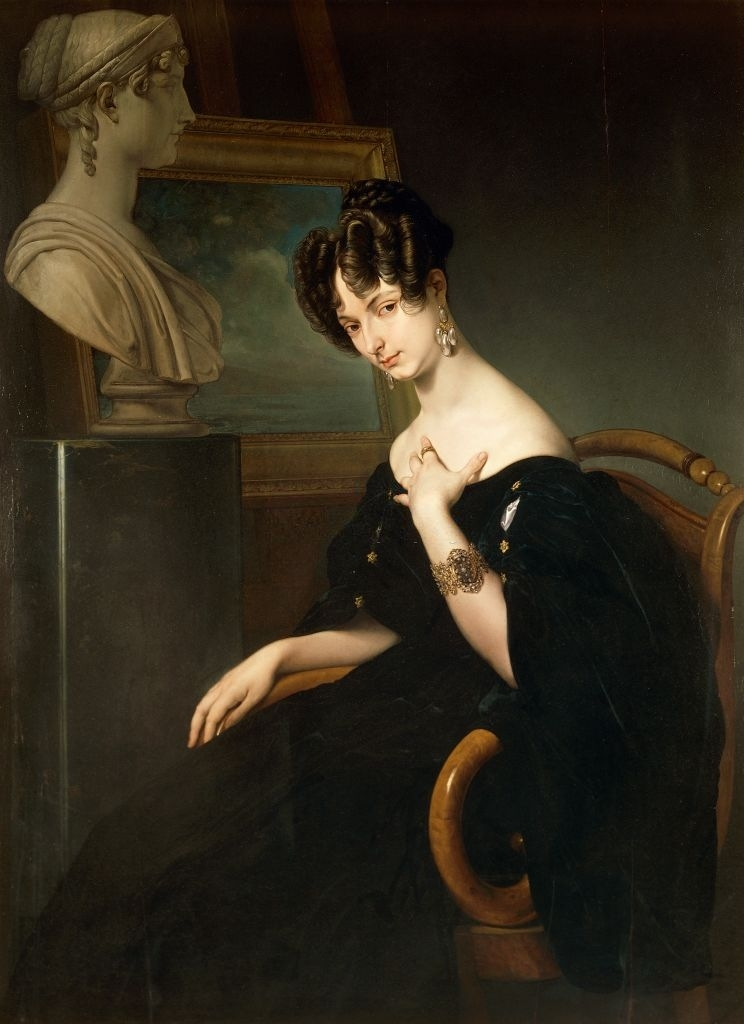
La princesse de Belgiojoso - tableau de Francesco Hayez (1832).

Elle se retrouve seule et hôte d'amis dans le village de Carqueiranne. Elle fait la connaissance d'un nouvel ami, Pietro Bolognini dit « il Bianchi », un ancien notaire de Reggio d'Émilie à qui les espions autrichiens attribuent le rôle d'amant. Elle fait aussi la connaissance d'Augustin Thierry, un historien qui reste son ami jusqu'à sa mort. Après plusieurs mois, malgré le manque d'argent, elle arrive à Paris et se retrouve dans un appartement près de la Madeleine.
Elle s'accommode du minimum pour quelques mois, cuisinant pour la première fois et gagnant sa vie en cousant de la dentelle et des cocardes. Cristina doit mener une vie bien différente de celle à laquelle elle était habituée à Milan.
Après quelque temps, avec l'argent envoyé par sa mère et un peu récupéré sur ses revenus, elle réussit à changer de maison, s'installant dans le bel hôtel de la rue du Montparnasse (voisin de la maison d'Augustin Thierry et plus tard englobé dans le célèbre collège Stanislas) et à organiser un salon pour aristocrates où elle réunit des exilés italiens et des bourgeois européens.
Dans les années 1830, elle fréquente le poète allemand Heinrich Heine, le compositeur hongrois Franz Liszt, l'historien François Mignet, le poète Alfred de Musset, qui est un habitué de son salon et bien d'autres. Alfred de Musset joue même devant une assemblée d'amis le 18 juin 1836, chez la princesse, le premier acte du Misanthrope en interprétant Philinte et Oronte. Le poète courtise assidûment la princesse dans son hôtel particulier de la rue d'Anjou tendu d'étoffes noires, que Théophile Gautier comparaît à un catafalque, mais elle l'éconduit avec délicatesse. Elle entretient également une correspondance avec le « héros des deux mondes » La Fayette, vieux général héros de la Révolution française. On lui attribue aussi de nombreux amants. Elle conserve des relations amicales avec son mari, avec qui elle partage la pensée politique et rien d'autre. Au cours de ces dix années, elle contribue à la cause en essayant d'influencer les puissants, écrivant des articles et devenant rédacteur en chef de journaux politiques.
Elle reçoit sans cesse des demandes d'argent afin d'aider les exilés italiens dont elle est devenue la référence à Paris. Elle s'investit dans l'organisation de l'approvisionnement des armes pour les « rebelles » italiens. En 1834, par exemple, elle donne 30 000 lires (sur un budget de 100 000) pour financer l'invasion de la Savoie de Mazzini dans le royaume de Sardaigne (le 3 février), au cours de laquelle Giovanni Battista Scapaccino (it) (qui recevra la première médaille de la valeur militaire de la future armée italienne) perd la vie. Pour l'occasion, la princesse a brodé de ses mains le drapeau des insurgés.
En 1838, sa vie connaît un grand tournant. Maria, sa première fille, naît. Le père naturel n'est sûrement pas son mari qu'elle ne fréquente pas. L'hypothèse a été émise qu'elle soit de son ami François Mignet ou de son secrétaire Bolognini[réf. nécessaire].
À partir de cette période, elle délaisse ses salons et ses réceptions et rentre pour quelques années dans un semi-isolement. Elle se rend en Angleterre avec ses frères et sœurs et rencontre le prince Louis-Napoléon Bonaparte en exil. Elle réussit à lui arracher une promesse : une fois la France réorganisée, il fera de même pour Italie.
Elle revient à Paris pour une année avant de retourner à Locate où elle commence ses œuvres sociales. Elle crée des écoles et transforme son palais en un phalanstère qui est le siège d'une communauté comme l'a imaginée Charles Fourier. Elle crée un bain public et fait des dons aux jeunes promises en mariage (pour les plus pauvres). Elle veut également modifier l'enseignement religieux qu'elle considère comme inexact.
Elle poursuit son œuvre politique et cherche à convaincre tout le monde que l'unique solution pour atteindre l'unité italienne est de soutenir Charles-Albert de Sardaigne et donc l'arrivée de la dynastie des Savoie. Son objectif n'est pas une monarchie, mais une république sur le modèle français. Elle considère qu'il faut unir l'Italie au travers de la monarchie des Savoie avant d'instaurer une république.
Elle se trouve à Naples pendant l'insurrection qui conduit aux cinq journées de Milan de 1848. Elle part immédiatement et paye le voyage à environ 200 Napolitains qui sont prêts à la suivre.
Quelques mois plus tard, les Autrichiens sont de retour à Milan et, comme beaucoup d'autres, elle est contrainte à l'exil pour sauver sa vie. Au moins un tiers des habitants de Milan s'expatrie avant l'arrivée des Autrichiens.
Un an après, elle se trouve en première ligne lors de l'insurrection de Rome en 1849. Elle prend en charge l'organisation des hôpitaux et se distingue avant la célèbre Florence Nightingale.
Même à Rome, la révolte est brisée et, qui plus est, avec l'aide de la France tant aimée de Cristina. L'espoir de liberté s'envole et elle se sent trahie par son ami Louis Napoléon, bientôt empereur Napoléon III. Elle s'embarque à bord d'un navire appareillant pour Malte. Ainsi commence le voyage qui l'emmène en Grèce et en Asie Mineure, dans la vallée désolée de Ciaq Maq Oglù.
Pendant cinq ans, seule avec sa fille Maria et quelques autres exilés italiens, sans argent, elle crée, à crédit, une ferme. Elle écrit des articles et l'histoire de ses péripéties orientales, réussissant ainsi à obtenir un peu d'argent. En 1855, grâce à une amnistie, elle obtient les permis de la bureaucratie autrichienne et rentre finalement à Locate.
Son mari Emilio décède en 1858 et, quelques années plus tard, elle réussit enfin à faire légitimer sa fille Maria. En 1860, après le mariage de sa fille avec Lodovico Trotti Bentivoglio (it), elle met fin à sa carrière. Elle abandonne la politique, l'unité italienne s'étant réalisée en 1861, comme elle l'avait tant désirée.
Elle vit alors entre Milan, Locate et le lac de Côme. Elle achète une maison à Blevio où elle s'installe avec son fidèle Budoz, un serviteur turc qui l'a suivie pendant vingt ans, et avec Miss Parker, la gouvernante anglaise qui a vécu avec elle et sa fille depuis son voyage en Angleterre en 1839.
Elle meurt en 1871, à l'âge de 63 ans. Elle a vécu une vie très mouvementée et a souffert de diverses maladies, ainsi que des blessures liées à sa tentative de suicide. Elle est enterrée à Locate.

## Œuvres
- Essai sur Vico, 1844
- Essai sur la formation du dogme catholique, 4 volumes, 1846
- (it) Studi intorno alla storia della Lombardia negli ultimi trent'anni, o delle cagioni del difetto di energia dei Lombardi, 1847
- L'Italie et la révolution italienne de 1848, 1848
- La révolution et la république de Venise, 1848
- Asie mineure et Syrie, 1858
- Scènes de la vie Turque, 1858
- (it) Della presente condizione delle donne e del loro avvenire, 1866